# Стеноз
Стено́з (от др.-греч. στενός [стенос] «узкий, тесный» + osis) или стрикту́ра (лат. strictura; от лат. stringere «стягивать, сжимать») — стойкое сужение просвета любой полой анатомической структуры организма.
Стеноз следует отличать от спазма, стеноз вызывается механической, органической патологией (отёки, опухоли, рубцы и т. д.), сужающей просвет органа, спазм носит функциональный характер, обусловленный сокращением мышц стенок (или сфинктера) органа.
Термины стеноз и стриктура хоть и являются синонимами, но их употребление исторически связано с органом, в отношении которого они применяются. Например, различают стенозы сосудов, трахеи, кишечника, позвоночного канала, черепа и др. Врождённый локальный стеноз аорты носит название коарктация аорты. Сужение просвета уретры, которое развивается в результате рубцово-склеротического процесса — стриктура мочеиспускательного канала, общего желчного протока.
Стеноз органа может быть как врождённым, так и обусловленным каким-либо местным либо системным патологическим процессом — пролиферативным воспалением, опухолевым ростом, метаболическими нарушениями и т. д.
Диагностика стенозов основывается на данных обследований, включающих в себя рентгеновское исследование, ультразвуковое исследование, компьютерную и/или магнитно-резонансную томографию (МРТ).